# らしんばん
株式会社らしんばん（英: Lashinbang Co.,Ltd.）は、東京都豊島区に本社を置き、同人誌・アニメグッズ等の販売・買取を行っている古書店チェーン「らしんばん」を運営している企業。

## 概要
かつては中古テレカやトレカを取り扱うカードショップ羅針盤として東京都豊島区東池袋で展開していた。2000年10月6日、アニメイト旧池袋店跡に店舗を移転する際にBOOKSらしんばんに店名を改め、同人誌、コミック、アニメCD・DVD・LD、アニメ・ゲームグッズ、PCソフト、フィギュア等の中古品販売・買取業務も行う様になった。
2001年、株式会社へ移行後は大阪日本橋店（現・大阪店）を皮切りに（2004年以降はらしんばんとして）主要都市に出店している。特にアニメショップ最大手のアニメイト、メロンブックス、ゲーマーズの店舗に隣接または併設する形で出店していることが多い。こうしたジャンルの店舗が集まる千代田区秋葉原では、2004年3月1日より2007年10月17日まで秋葉原通信買取センターが存在していたのみで、販売店舗は2011年10月に秋葉原店がオープンするまで長らく進出していなかった。
現在のキャッチフレーズは、2007年より使用している萌えのコンビニ。

## 会社沿革
- 1969年 - 創業。
- 2000年 - 店名をBOOKSらしんばんに変更。
- 2001年 - 株式会社化。
- 2004年 - 店名をらしんばんに変更。
- 2007年 - 経営破綻したリーフ出版の音楽関連事業に関する権利を継承。
- 2018年11月 - 株式会社コムコーポレーションを子会社化[1]。
- 2019年2月15日 - 日本の店舗で、キャッシュレス決済のPayPayに対応[2]。

## マスコットキャラクター
長らく、深野洋一デザインによるウサ耳少女のピクシス（Pyxis）及びウサギのシー（Sea）がマスコットキャラクターであったが、2002年9月のウェブサイトリニューアル後に新マスコットキャラクターデザインの一般公募を行なった。そして、2003年5月にウェブサイトを再リニューアル時に現マスコットキャラクターでもあるらんらん（LANLAN、魅野こだまによるデザイン）へ交代した。
らんらんは同人誌好きな腐女子であり、当初はばんばんという手伝いロボットを引き連れていた。2007年よりデザインもyamicoによるものに変更され、キャラクター設定も一新されている。
現在は、公式イラストレーターとしてらぐほのえりかを起用、らんらんのおめかしスタイルという別衣装も公開されている。
また、森キノコによる4コマ漫画ゆるこみも展開中。
らしんばんとしての発足10周年を記念して、2010年8月にオリジナルのドラマCDを制作し発売、12月にはらんらんのマキシシングルCDも発売した。らんらん役には日笠陽子を起用したほか、ドラマCDには声優として遠藤綾、竹達彩奈、喜多村英梨、下野紘、平川大輔が出演している。

## メンバーズカード等
らしんばん全店の店頭で利用可能な「らしんばんメンバーズカード」を発行している。200円分の購入・買取ごとに10ポイントが付与され、500ポイントたまると500円分の割引券が提供される。成年向け商品購入時の年齢確認にも利用できる。
旧来のスタンプカードは2013年10月6日をもって終了した。
このほか、店舗・地域を区切った期間限定のスタンプカードやクーポン付チラシ等の配布をしばしば行っている。

## 店舗
以前は北エリア、東エリア、中部エリア、西エリアの4つに分かれていた。店舗数の増加によりエリアが再編され、2018年時点は北海道・東北エリア、関東・甲信越エリア、東海・北陸エリア、関西・中国エリア、四国・九州エリアの5つとなった。通信販売も行っている。
アニメ関連の中古書籍・グッズ店チェーンの中では店舗数が多い。アニメイトなど類似ジャンルの書籍・グッズ店やゲームセンターと同じビルで営業する店舗も多く、近隣他店のレシートで割引などの特典が受けられることもある。三大都市圏の中心部と近郊ターミナル駅周辺、政令指定都市のほか、甲府・金沢・松山といった一部の県庁所在地やそれに準じる地域の中心都市（郡山・豊橋など）駅近く、郊外大型ショッピングセンター内にも出店している。
2016年以降に新設や移転などのリニューアルをした店舗の一部は、店名の後に「light」と付けられている。公式ホームページの店舗一覧にlightと明記されていなくても、店頭やチラシ類にはlightと表示されている例もある。lightと付いた店舗は、店頭買取を行っていない店舗とほぼ一致している。
尚、背景がグレーの店舗は閉店店舗である。
| エリア             | 都道府県 | 所在地             | 店舗名                                         | 開店日                                               | 備考                                |
| ------------------ | -------- | ------------------ | ---------------------------------------------- | ---------------------------------------------------- | ----------------------------------- |
| 北海道・東北エリア | 北海道   | 札幌市中央区       | らしんばん札幌店 本館（旧北海道札幌店）        | 2002年5月25日                                        | [ 注 3 ]                            |
| 北海道・東北エリア | 北海道   | 札幌市中央区       | らしんばん札幌店 ゲーム館                      | 2007年7月21日 （2018年8月16日統合により閉店）        |                                     |
| 北海道・東北エリア | 北海道   | 札幌市中央区       | らしんばん札幌店 衣装館                        | 2007年7月21日                                        | [ 注 4 ]                            |
| 北海道・東北エリア | 宮城県   | 仙台市青葉区       | らしんばん仙台店                               | 2005年4月2日                                         | [ 注 5 ] [ 注 6 ]                   |
| 北海道・東北エリア | 宮城県   | 宮城郡利府町       | らしんばんイオンモール新利府店                 | 2023年4月28日                                        | [ 注 7 ]                            |
| 北海道・東北エリア | 福島県   | 郡山市             | らしんばん郡山店                               | 2014年7月12日                                        | [ 注 8 ]                            |
| 関東・甲信越エリア | 栃木県   | 宇都宮市           | らしんばん宇都宮店                             | 2012年3月17日                                        | [ 注 9 ]                            |
| 関東・甲信越エリア | 茨城県   | 水戸市             | らしんばん水戸店                               | 2013年6月22日                                        | [ 注 10 ]                           |
| 関東・甲信越エリア | 群馬県   | 高崎市             | らしんばん高崎店                               | 2014年3月21日                                        | [ 注 11 ]                           |
| 関東・甲信越エリア | 埼玉県   | さいたま市大宮区   | らしんばん大宮店                               | 2006年11月3日                                        | [ 注 12 ]                           |
| 関東・甲信越エリア | 埼玉県   | 川越市             | らしんばん川越店                               | 2015年6月27日                                        | [ 注 13 ]                           |
| 関東・甲信越エリア | 埼玉県   | 久喜市             | らしんばんモラージュ菖蒲店                     | 2015年12月19日                                       | [ 注 14 ]                           |
| 関東・甲信越エリア | 東京都   | 豊島区             | らしんばん池袋本店 本館                        |                                                      | 1号店                               |
| 関東・甲信越エリア | 東京都   | 豊島区             | らしんばん池袋本店 2号館                       | 2013年4月20日                                        |                                     |
| 関東・甲信越エリア | 東京都   | 豊島区             | らしんばん池袋本店 衣装館                      | 2013年5月18日                                        | [ 注 15 ]                           |
| 関東・甲信越エリア | 東京都   | 豊島区             | らしんばん池袋本店 女性向同人フロア            | 2013年11月16日                                       | [ 注 16 ]                           |
| 関東・甲信越エリア | 東京都   | 豊島区             | らしんばん池袋本店 5号館                       | 2015年6月25日                                        | [ 注 17 ]                           |
| 関東・甲信越エリア | 東京都   | 千代田区           | らしんばん秋葉原店 買取館（旧本館）            | 2011年10月15日                                       | [ 注 18 ] [ 注 19 ]                 |
| 関東・甲信越エリア | 東京都   | 千代田区           | らしんばん秋葉原店 新館                        | 2014年8月13日                                        | [ 注 20 ] [ 注 21 ]                 |
| 関東・甲信越エリア | 東京都   | 千代田区           | らしんばん神保町店                             | 2014年6月25日 （2015年9月30日閉店）                  | [ 注 22 ]                           |
| 関東・甲信越エリア | 東京都   | 大田区             | らしんばん蒲田店                               | 2010年11月27日                                       | [ 注 23 ]                           |
| 関東・甲信越エリア | 東京都   | 中野区             | らしんばん中野店 1号館（アニメ総合館）         | 2013年3月2日                                         | [ 注 24 ]                           |
| 関東・甲信越エリア | 東京都   | 中野区             | らしんばん中野店 2号館（グッズ総合館）         | 2013年3月2日                                         |                                     |
| 関東・甲信越エリア | 東京都   | 中野区             | らしんばん中野店 買取館                        | 2013年3月2日                                         |                                     |
| 関東・甲信越エリア | 東京都   | 中野区             | らしんばん中野店 3号館（TOY専門館）            | 2014年3月21日                                        |                                     |
| 関東・甲信越エリア | 東京都   | 八王子市           | らしんばん八王子店                             | 2010年2月27日 （2019年10月27日統合により閉店）       | [ 注 25 ]                           |
| 関東・甲信越エリア | 東京都   | 立川市             | らしんばん立川店 本館                          | 2017年12月16日                                       |                                     |
| 関東・甲信越エリア | 東京都   | 立川市             | らしんばん立川店 2号館 （旧立川出張所→立川店） | 2014年4月25日                                        | [ 注 26 ]                           |
| 関東・甲信越エリア | 東京都   | 武蔵野市           | らしんばん吉祥寺店                             | 2015年11月21日 （2019年10月14日統合により閉店）      | [ 注 27 ]                           |
| 関東・甲信越エリア | 東京都   | 町田市             | らしんばん町田店                               | 2016年11月19日                                       | [ 注 28 ]                           |
| 関東・甲信越エリア | 神奈川県 | 横浜市西区         | らしんばん横浜店                               | 2012年9月15日                                        | [ 注 29 ]                           |
| 関東・甲信越エリア | 千葉県   | 千葉市中央区       | らしんばん千葉店                               | 2012年11月23日                                       | [ 注 30 ]                           |
| 関東・甲信越エリア | 千葉県   | 柏市               | らしんばん柏店                                 | 2012年12月1日 （2020年3月1日閉店）                   |                                     |
| 関東・甲信越エリア | 千葉県   | 柏市               | らしんばん柏モディ店                           | 2024年12月18日                                       |                                     |
| 関東・甲信越エリア | 新潟県   | 新潟市中央区       | らしんばん新潟店                               | 2008年11月22日                                       | [ 注 31 ]                           |
| 関東・甲信越エリア | 山梨県   | 甲府市             | らしんばん甲府店                               | 2011年12月10日                                       | [ 注 32 ]                           |
| 関東・甲信越エリア | 長野県   | 長野市             | らしんばん長野店Light                          | 2016年10月7日                                        | [ 注 33 ] [ 注 34 ]                 |
| 東海・北陸エリア   | 石川県   | 金沢市             | らしんばん金沢店                               | 2011年10月29日                                       |                                     |
| 東海・北陸エリア   | 静岡県   | 浜松市中央区       | らしんばん浜松店                               | 2005年12月3日（初代店舗） 2012年7月20日（2代目店舗） | [ 注 35 ]                           |
| 東海・北陸エリア   | 静岡県   | 静岡市葵区         | らしんばん静岡店                               | 2007年10月20日 （2018年5月13日閉店）                 | [ 注 36 ]                           |
| 東海・北陸エリア   | 静岡県   | 静岡市葵区         | らしんばん静岡パルコ店                         | 2016年4月22日 （期間限定営業・2017年8月31日閉店）    | [ 注 37 ]                           |
| 東海・北陸エリア   | 愛知県   | 名古屋市中村区     | らしんばん名古屋店 本館                        | 2017年8月26日                                        |                                     |
| 東海・北陸エリア   | 愛知県   | 名古屋市中村区     | らしんばん名古屋駅西店（旧名古屋店）           | 2003年11月1日 （2019年3月3日閉店）                   |                                     |
| 東海・北陸エリア   | 愛知県   | 名古屋市中村区     | らしんばん名古屋笹島店                         | 2012年11月3日 （2019年9月29日大須店開店に伴い閉店）  | [ 注 38 ]                           |
| 東海・北陸エリア   | 愛知県   | 名古屋市中区       | らしんばん名古屋大須店                         | 2019年10月5日                                        | [ 注 39 ]                           |
| 東海・北陸エリア   | 愛知県   | 豊橋市             | らしんばん豊橋店                               | 2006年11月11日                                       | [ 注 40 ]                           |
| 関西・中国エリア   | 京都府   | 京都市中京区       | らしんばん京都店                               | 2010年10月9日                                        |                                     |
| 関西・中国エリア   | 京都府   | 京都市中京区       | らしんばん京都店 2号館                         | 2019年4月13日                                        | [ 注 41 ]                           |
| 関西・中国エリア   | 京都府   | 京都市南区         | らしんばんアバンティ京都店                     | 2014年11月21日                                       | [ 注 42 ]                           |
| 関西・中国エリア   | 大阪府   | 大阪市浪速区       | らしんばん大阪日本橋店 本館                    | 2002年3月9日                                         | [ 注 43 ]                           |
| 関西・中国エリア   | 大阪府   | 大阪市浪速区       | らしんばん大阪日本橋店 2号館                   | 2017年7月7日                                         |                                     |
| 関西・中国エリア   | 大阪府   | 大阪市阿倍野区     | らしんばん天王寺店                             | 2012年11月17日                                       | [ 注 44 ]                           |
| 関西・中国エリア   | 兵庫県   | 神戸市中央区       | らしんばん神戸店                               | 2008年3月1日                                         | [ 注 45 ]                           |
| 関西・中国エリア   | 兵庫県   | 神戸市中央区       | らしんばん神戸店 2号館                         | 2014年12月20日 （2017年6月20日閉店）                 |                                     |
| 関西・中国エリア   | 兵庫県   | 姫路市             | らしんばん姫路店                               | 2013年9月21日                                        | [ 注 46 ]                           |
| 関西・中国エリア   | 岡山県   | 岡山市北区         | らしんばん岡山店                               | 2003年9月27日                                        | [ 注 47 ]                           |
| 関西・中国エリア   | 広島県   | 広島市中区         | らしんばん広島店                               | 2013年3月16日                                        | [ 注 48 ]                           |
| 四国・九州エリア   | 徳島県   | 徳島市             | らしんばんイオンモール徳島店                   | 2025年7月18日                                        | [ 注 49 ]                           |
| 四国・九州エリア   | 愛媛県   | 松山市             | らしんばん松山店                               | 2007年3月24日                                        | [ 注 50 ]                           |
| 四国・九州エリア   | 福岡県   | 福岡市中央区       | らしんばん福岡天神店                           | 2016年12月17日                                       | [ 注 51 ] [ 5 ]                     |
| 四国・九州エリア   | 福岡県   | 福岡市博多区       | らしんばん博多マルイ店                         | 2024年2月3日                                         | [ 注 52 ] [ 6 ]                     |
| 四国・九州エリア   | 福岡県   | 北九州市小倉北区   | らしんばん小倉店                               | 2012年4月27日                                        | [ 注 53 ]                           |
| 四国・九州エリア   | 福岡県   | 筑紫野市           | らしんばんイオンモール筑紫野店                 | 2015年12月8日                                        | [ 注 54 ]                           |
| 四国・九州エリア   | 佐賀県   | 佐賀市             | らしんばんモラージュ佐賀店Light                | 2016年11月26日                                       | [ 注 55 ] [ 注 34 ]                 |
| 四国・九州エリア   | 熊本県   | 熊本市中央区       | らしんばん熊本店                               | 2010年7月31日                                        | [ 注 56 ] [ 注 57 ] [ 注 58 ] [ 7 ] |
| 海外               | 台湾     | 台北市             | らしんばん台北西門店                           | 2015年5月15日                                        | [ 注 59 ]                           |
| 海外               | 香港     | 九龍深水埗区       | らしんばん香港店                               | 2018年10月13日                                       | [ 注 60 ]                           |
| 海外               | 韓国     | ソウル特別市麻浦区 | らしんばんソウル弘大店                         | 2024年                                               |                                     |

### ギャラリー

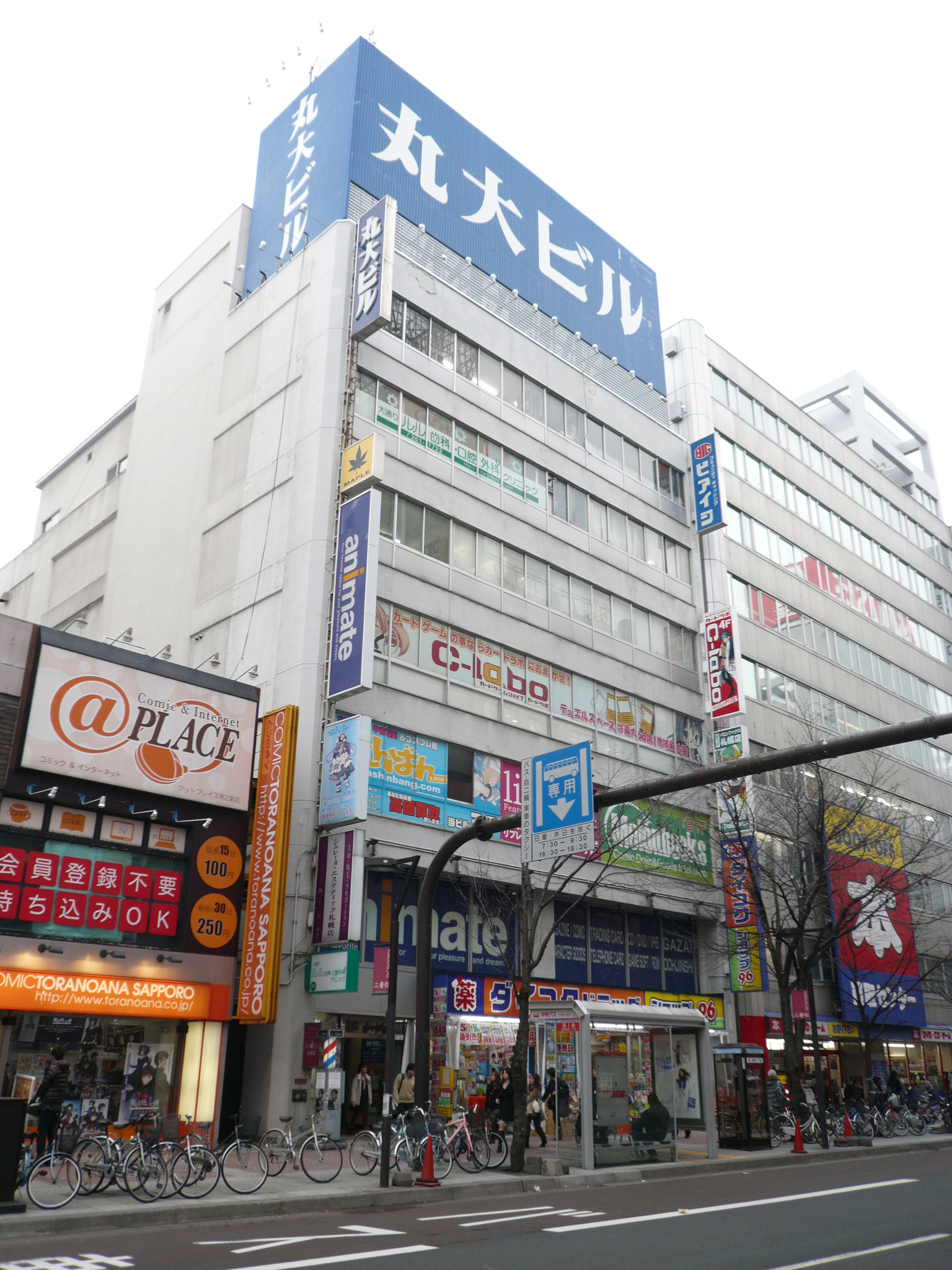
札幌店 （丸大ビル3階）
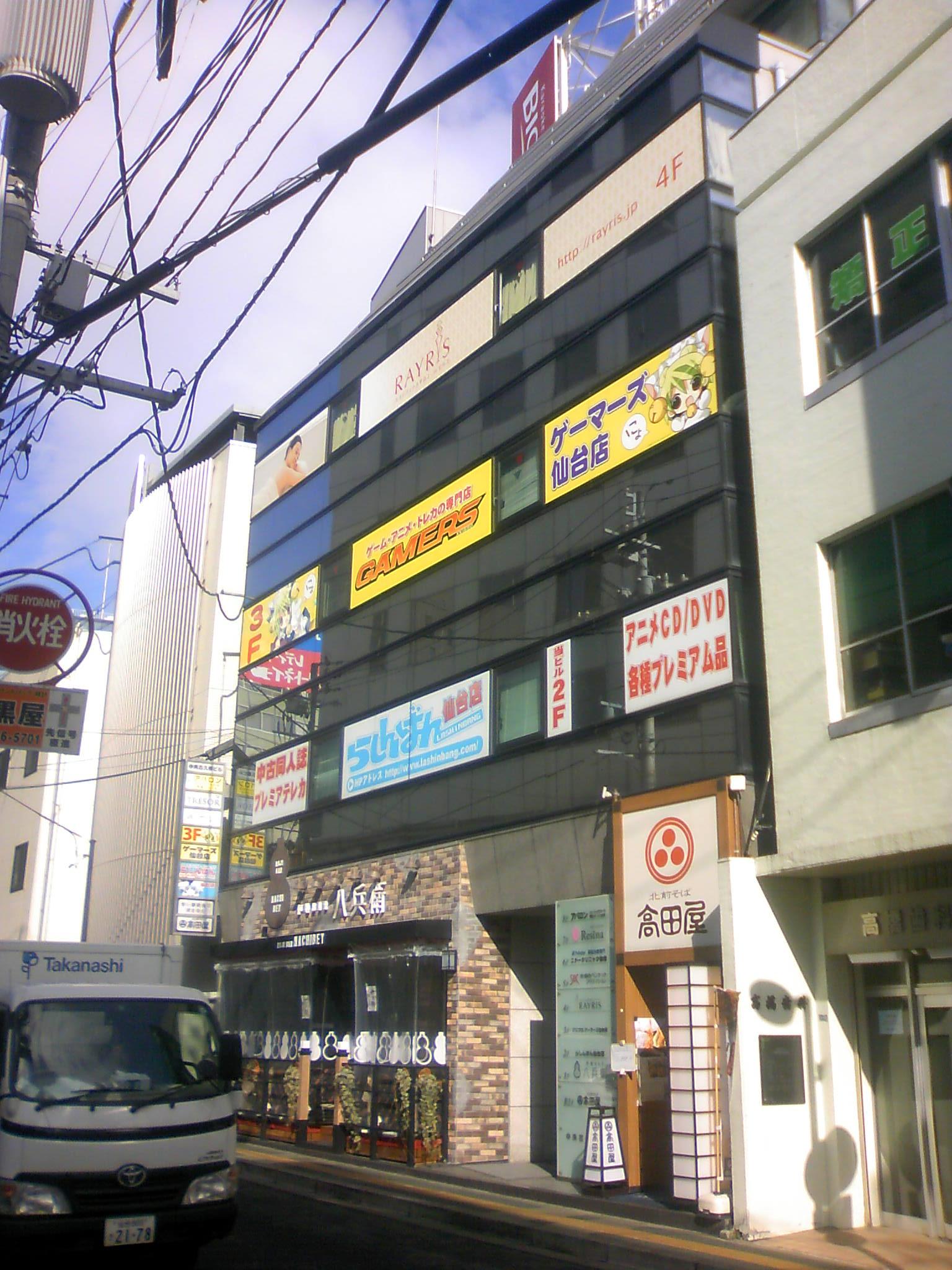
旧仙台店 （中央古久根ビル2階）
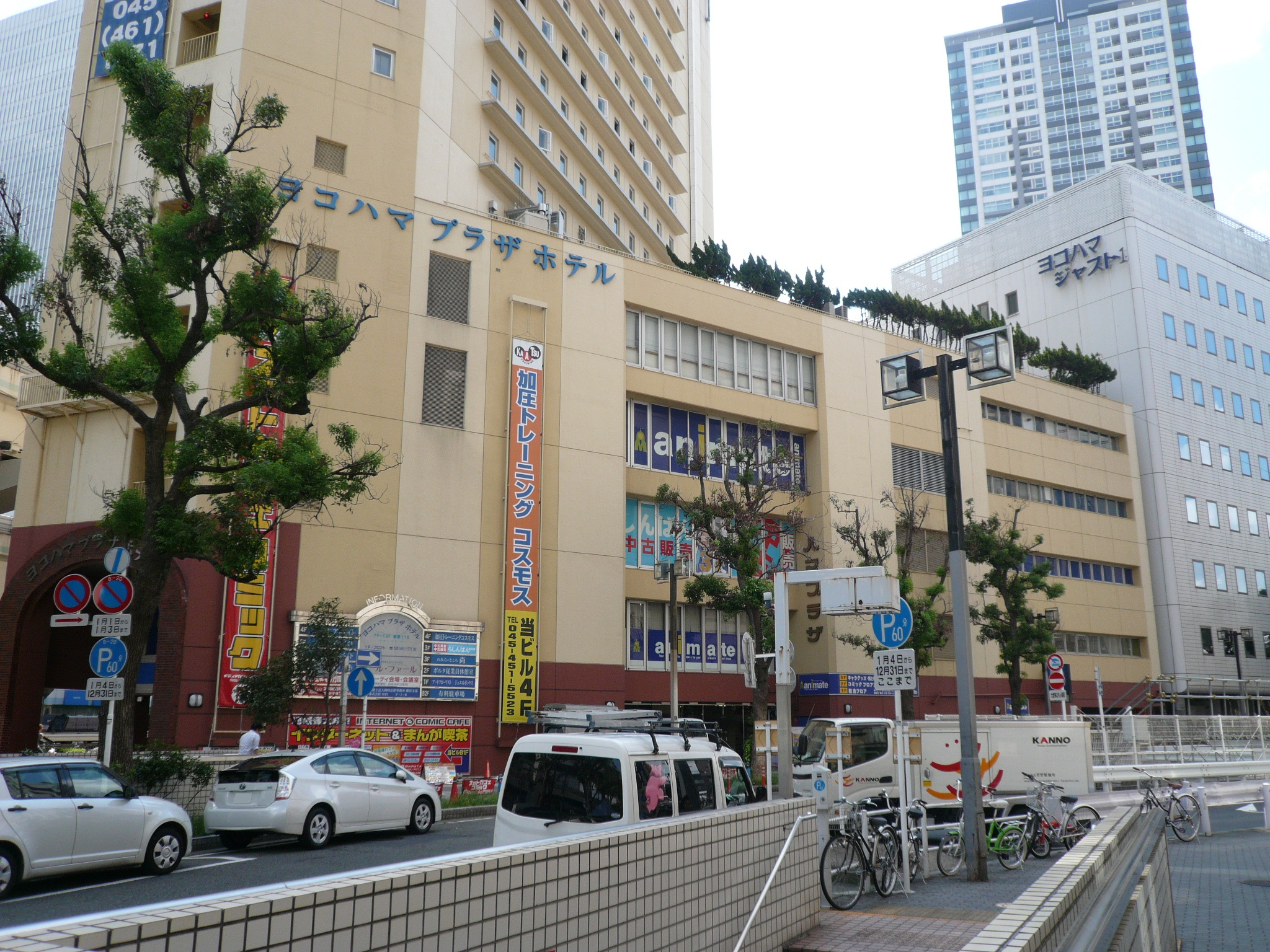
旧横浜店 （ヨコハマプラザホテル3階）
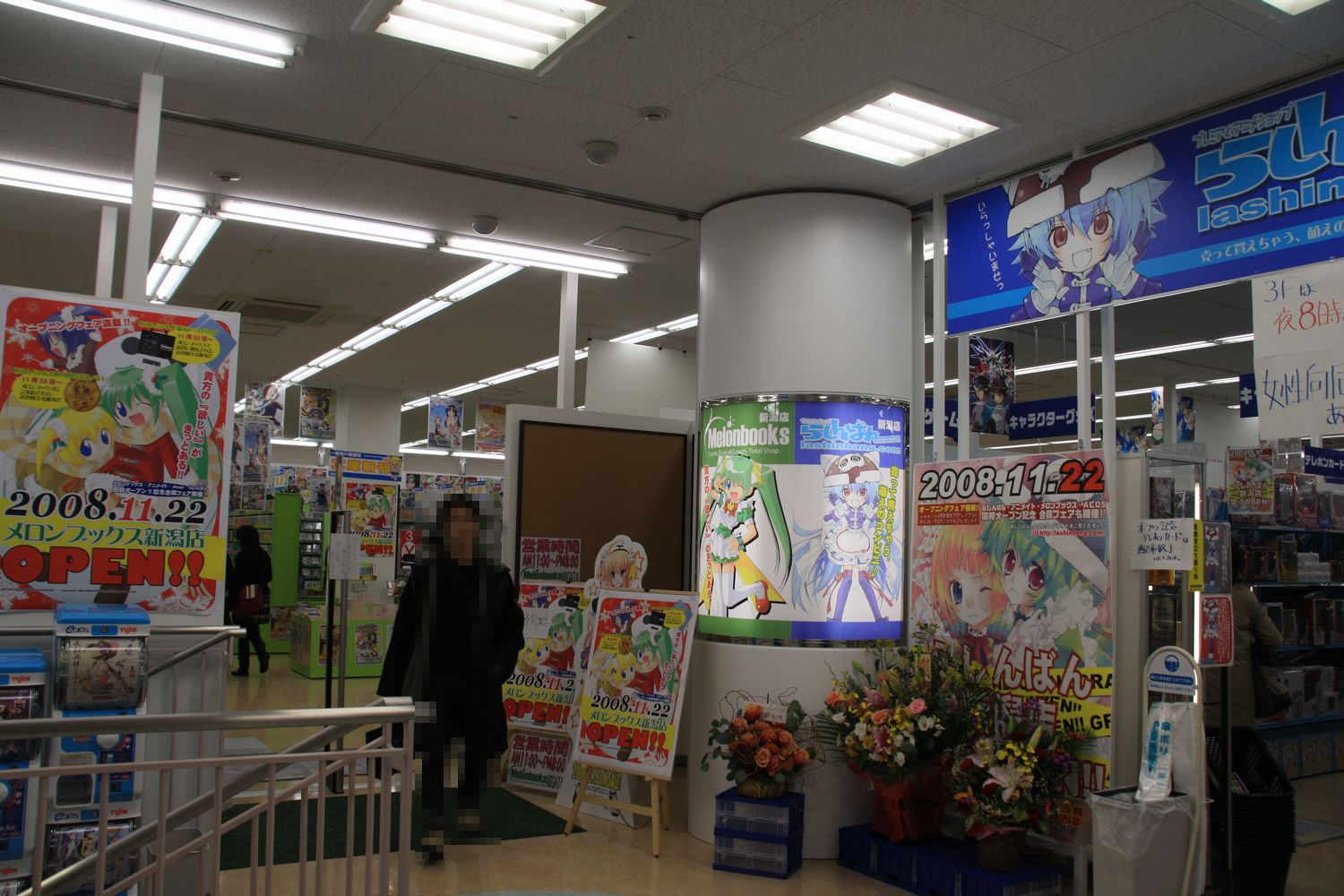
らしんばん新潟店（右側）
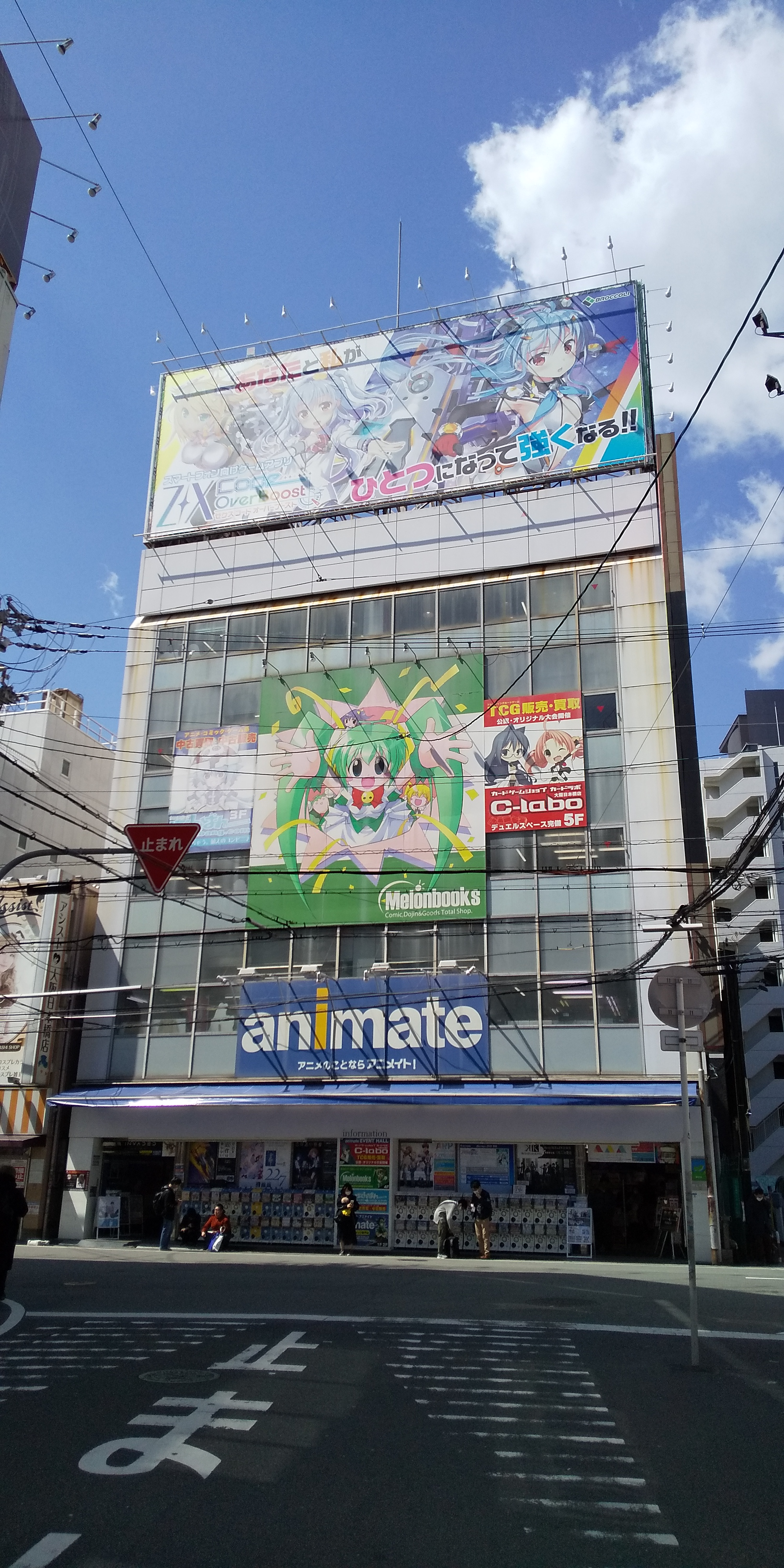
大阪日本橋店（本館）
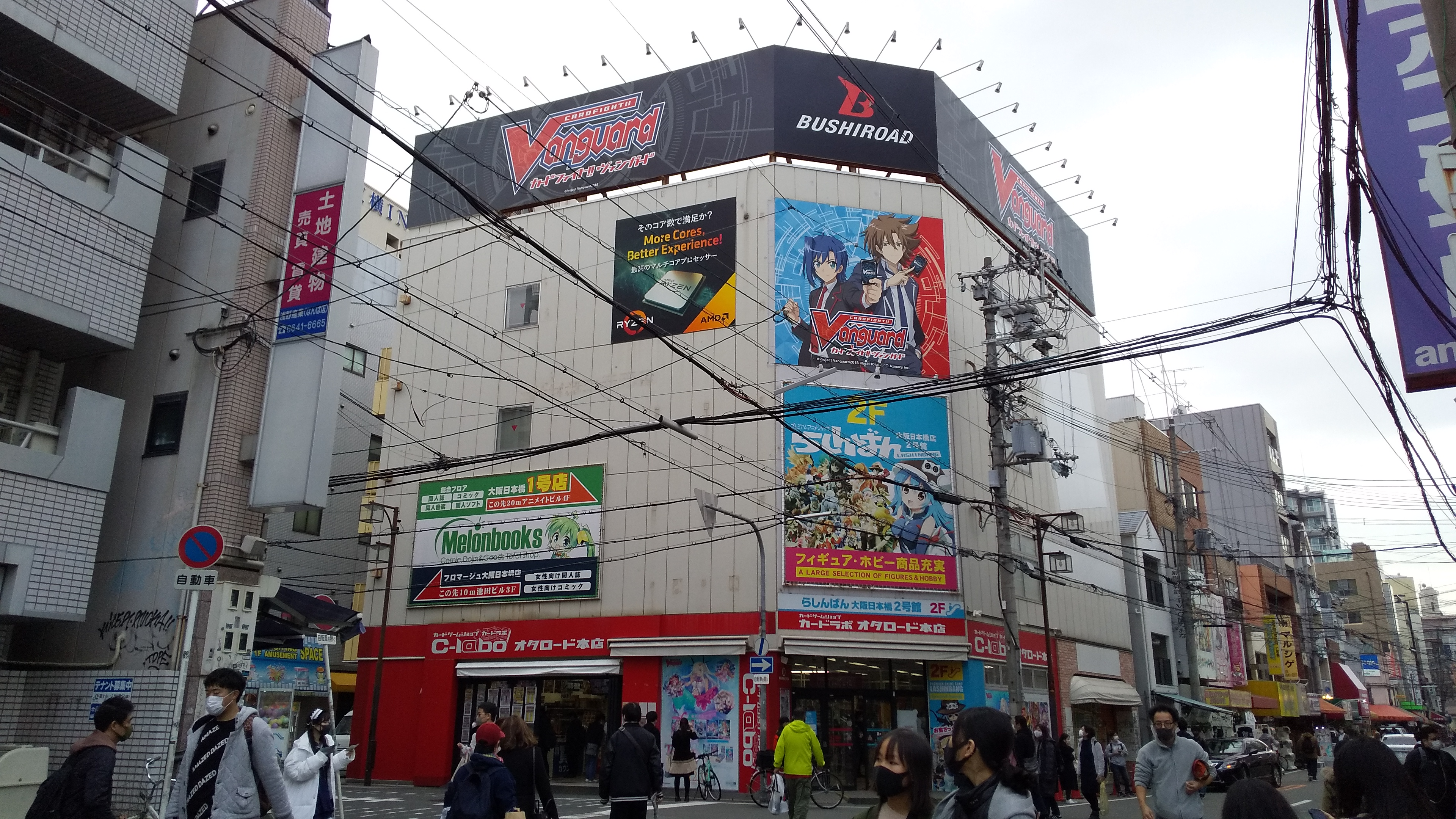
大阪日本橋店（2号館）
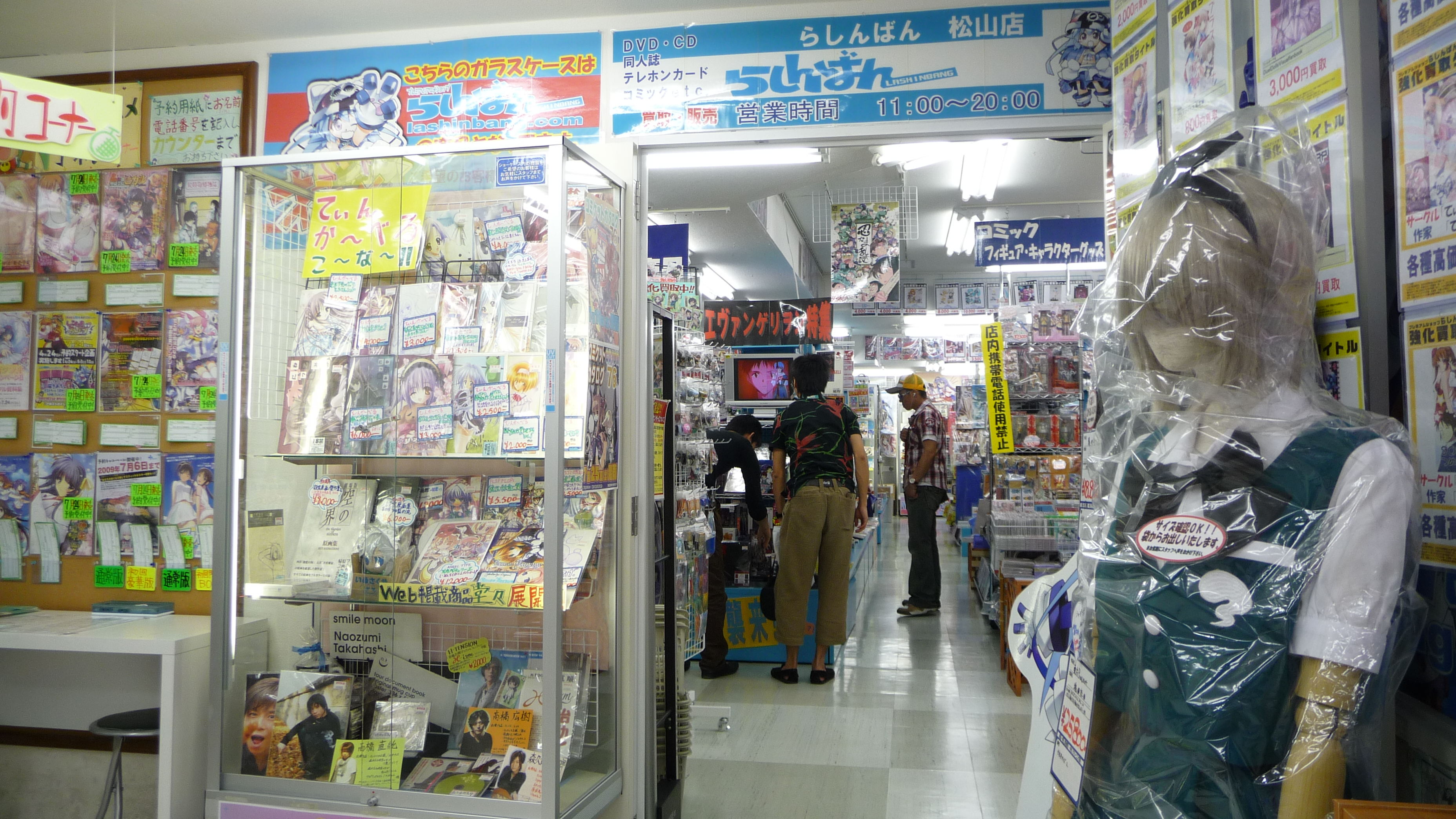
らしんばん松山店
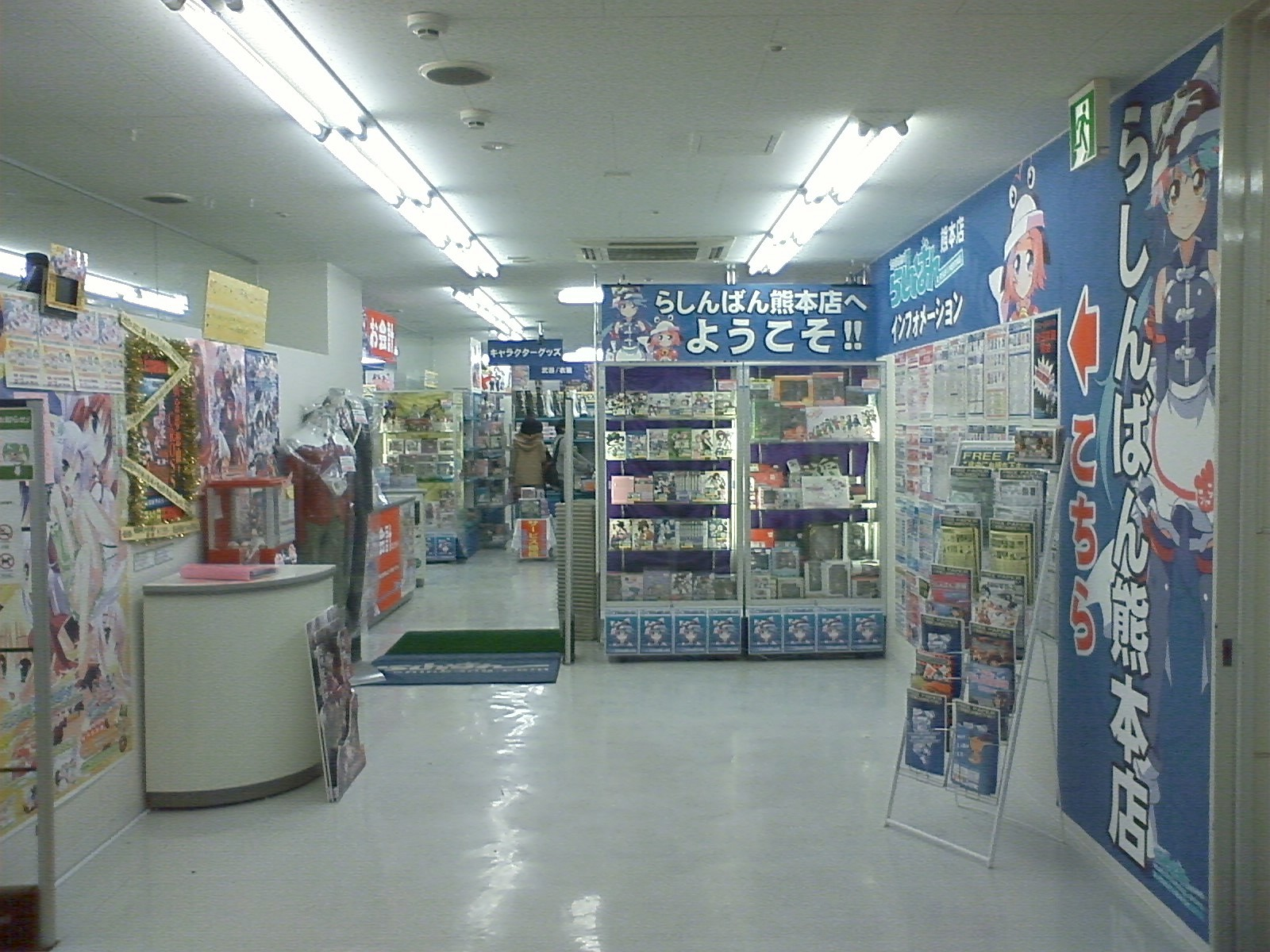
らしんばん熊本店（メロンブックス横へ移転後）
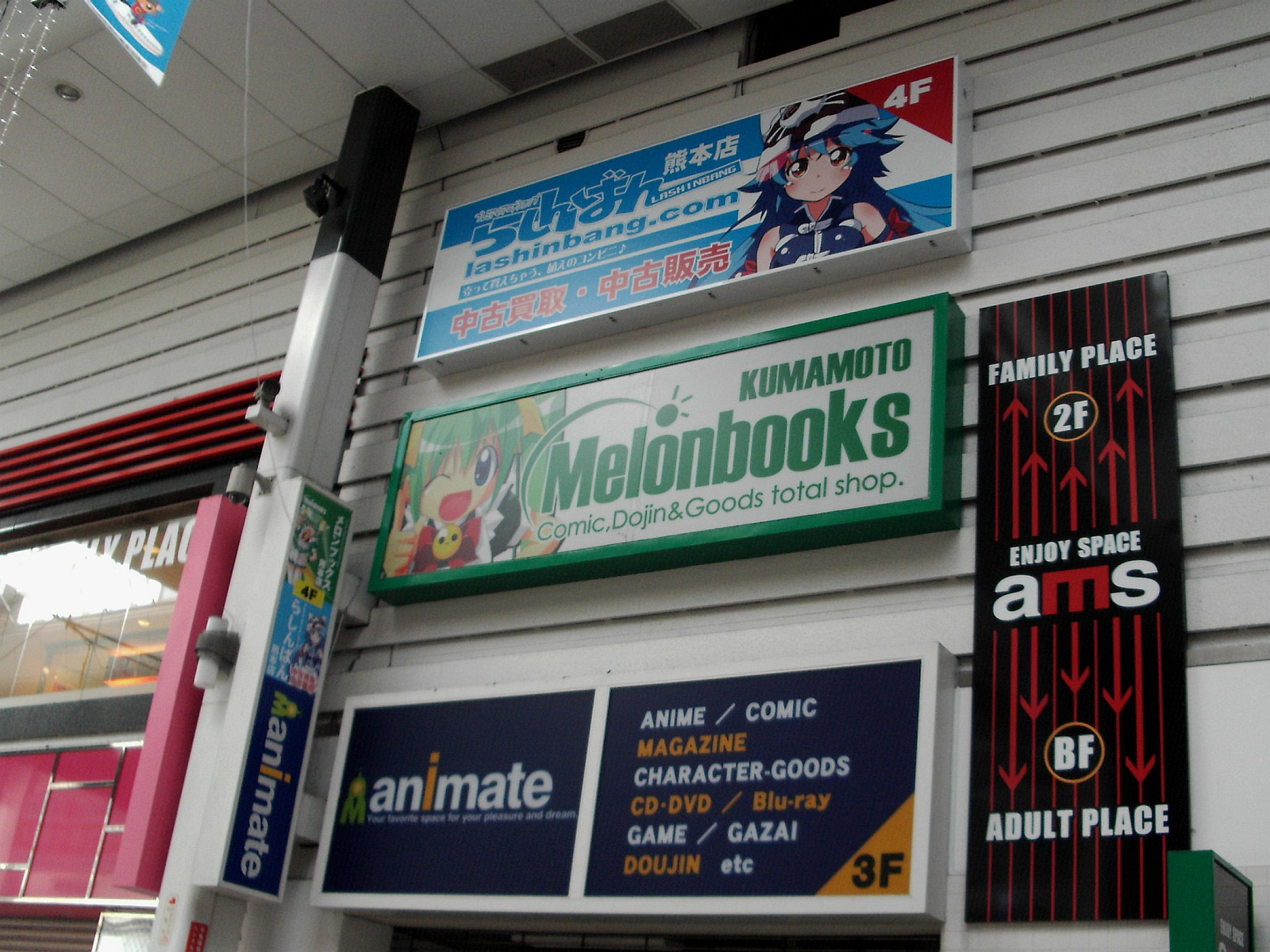
アニメイト・メロンブックス[注 61]・らしんばん熊本店の看板（移転後）

## メロンブックスとの同時出店店舗
- 松山店(2007年3月開業)
- 新潟店(2008年11月開業)
- 八王子店(閉店済み、2010年2月開業)
- 蒲田店(2010年11月開業)
- 福岡天神店(2016年12月開業)